# Анджей Малешка
Анджей Малешка (пол. Andrzej Maleszka) — польський режисер, сценарист та письменник, який спеціалізується на творах для дітей та молоді. Для українських читачів, насамперед, відомий як автор фентезійного роману «Магічне дерево. Червоний стілець», новелізації однойменного фільму 2009 року.

## Біографія
Народився 3 березня 1955 року в Познані, Польща. Закінчив польську філологію в Університеті імені Адама Міцкевича у Познані. Сценарист та режисер у галузі кіно та театру. Автор понад тридцяти художніх та театральних фільмів.
19 листопада 2007 року серіал «Магічне дерево» здобув перемогу міжнародної премії «Еммі» у категорії «телевізійна продукція для дітей та молоді». З 2009 року Анджей Малешка також видає однойменну книжкову серію романів для дітей.
Твори Анджея Малешека поєднують у собі фентезі (магічні елементи) та реальне сучасне життя, тобто у них можливе все: люди говорять котячою мовою, на голові комусь виростає синя троянда, а дівчинка поводиться як телевізор і контролюється за допомогою пульту.

## Фільмографія
- 198x: Marta i gwiazdy (Телевізійний Театр) — «Марта і зірки», сценарист і режисер.
- 1981: Ballada o Kasi i drzewie (Телевізійний Театр) — «Балада про Касю і дерево»; сценарист і режисер,
- 1984: Piąta strona świata / Ballada o końcu świata (Телевізійний Театр) — «П'ята сторона світу / Балада про кінець світу», сценарист і режисер,
- 1986: Wielkoludy (Телевізійний Театр) — «Великолюди», сценарист і режисер,
- 1988: Burza w Teatrze Gogo (Телевізійний Театр) — «Гроза в театрі Гого», сценарист і режисер,
- 1988: Mechaniczna Magdalena (Телевізійний Театр) — «Механічна Магдалина», сценарист і режисер,
- 1989: Strachy (Телевізійний Театр) — «Страхи», сценарист і режисер,
- 1990: Ofelia (Телевізійний Театр) — «Офелія», сценарист і режисер,
- 1991: Ofelia na wakacjach (Телевізійний Театр) — «офелія на канікулах», сценарист і режисер,
- 1991: Wieża Babel (Телевізійний Театр) — «Вавилонська вежа», сценарист і режисер,
- 1992: Mama — Nic — «Мама — Нічого», сценарист і режисер,
- 1993: Jacek — «Яцек», сценарист і режисер,
- 1993: Jakub — «Якуб», сценарист і режисер,
- 1994: Tośka (Телевізійний Театр) — «Тоська», сценарист і режисер,
- 1994: Przestrzeń Krzesimira (документальний фільм) — «Край Кшезіміра», актор
- 1995: Maszyna zmian — «Машина змін», сценарист і режисер,
- 1996: Maszyna zmian. Nowe przygody — «Машина змін. Нові пригоди», сценарист і режисер,
- 1997: Polowanie — «Полювання», сценарист і режисер,
- 1998: Sto minut wakacji — «Сто хвилин канікул», сценарист і режисер,
- 1999: Sto minut wakacji (серіал) — «Сто хвилин канікул», сценарист і режисер,
- 2000: Koniec świata u Nowaków — «Кінець світу Новаків», сценарист і режисер,
- 2003—2006: Magiczne drzewo (серіал) — «магічне дерево», сценарист і режисер,
- 2009: Magiczne drzewo — «Магічне дерево», сценарист і режисер.

## Переклади українською
- Анджей Малешка. Магічне дерево. Червоний стілець. — Л. : Урбіно, 2017. — 288 с. — ISBN 978-966-2647-39-6.